# Dualogic
O sistema Dualogic é um câmbio desenvolvido pela FPT - Powertrain Technologies, empresa do grupo Fiat responsável pelo desenvolvimento/produção de motores e câmbios para a montadora.
Foi lançado em janeiro de 2008 na segunda geração do Fiat Stilo até o final de sua produção.
Anteriormente a Fiat havia lançado o Fiat Citymatic em 1999, sendo logo retirado em 2000. Em 2008, quando o Dualogic foi lançado, houve grande sucesso de vendas, ao contrário do Citymatic.
Trata-se de uma caixa de câmbio tradicional, sendo que o comando manual foi substituído por um conjunto controlado por uma central eletrônica, que por sua vez comanda a troca das marchas automaticamente, além de atuar no acionamento da embreagem do mesmo modo como se houvesse um pedal.
O sistema usa a tecnologia da Magneti Marelli, que permite ao motorista optar por trocas automáticas ou manuais de marcha. No caso das trocas manuais, o condutor pode fazê-las acionando as chamadas "borboletas" instaladas atrás do volante ou movendo a própria alavanca do câmbio.

## Funções
- Desempenho esportivo: apenas funciona com o acionamento da tecla "S" no modo automático, em rotações mais elevadas;

- Função Kickdown: apenas no modo automático, com aceleração repentina (ou "pisar fundo"), ocasionará a redução automática;

- Função Autodown: funciona nos dois modos, é a redução automática que ocorre quando há frenagem, o sistema reconhece a queda do giro, no que ocorre a redução;

- Arrancada esportiva: funciona nos dois modos, com o veículo parado, a pressão exercida no pedal do acelerador e com liberação do pedal de freio faz ocorrer este modo;

- Sistema de proteção do motor: funciona no modo manual, a central eletrônica monitora a seleção de marchas conforme for a rotação e a velocidade. Em caso de redução brusca, o sistema emite um sinal acústico e não realiza a troca, evitando grandes danos no veículo;

- Estilo de condução: o sistema se adapta ao estilo de condução do motorista.

## Linha Fiat
Lançado inicialmente no Stilo, logo foi estendido a linha Fiat.
O segundo modelo a receber o câmbio foi o Linea, logo seguido pela linha Palio (Palio, Strada, Palio Weekend e Siena), Idea, Bravo, Punto e 500.
As linhas Fire (Palio Fire, Siena Fire, Strada Fire, Mille Fire), Uno, Fiorino e as versões T-Jet do Punto, Linea e Bravo não receberam este câmbio.
| Veículos equipados com Dualogic |
| ------------------------------- |
| Fiat 500                        |
| Fiat Bravo                      |
| Fiat Doblò                      |
| Fiat Siena                      |
| Fiat Idea                       |
| Fiat Linea                      |
| Fiat Palio                      |
| Fiat Palio Weekend              |
| Fiat Punto                      |
| Fiat Stilo                      |
| Fiat Strada                     |

## Dualogic Plus
Em fins de maio de 2012, a Fiat apresentou junto com a nova versão Sporting, do Fiat Bravo, com melhoramentos técnicos em relação à antiga versão, para marcar o fato, foi incorporado o sobrenome "Plus", onde também novos programas foram incorporados ao sistema:
- Creeping: ao soltar o pedal de freio, o veículo movimenta-se a 7,5 Km/h, mesmo efeito do câmbio automático convencional;

- Parabolic Shift Gear: redução de trancos na troca de marcha, controlado eletronicamente. Quando há condução esportiva, são transmitidos leves trancos para sensação de esportividade;

- Auto-up Shift Abort: ao receber alta pressão no pedal do acelerador, o sistema reconhece necessidade de potência, onde baixa-se uma marcha para fornecer torque (Exemplo: 5ª passa-se para a 4ª marcha). Se for baixa pressão, mantêm-se a mesma marcha.

## GSR - Comfort
Em fins de março de 2017, a Fiat apresentou o câmbio GSR - sigla de Gear Smart Ride, que se trata basicamente do mesmo Dualogic Plus com os seguintes melhoramentos técnicos disponíveis à partir do modelo Mobi:
- Estabilização de marcha: a caixa é capaz de inibir uma troca automática para cima quando a considera desnecessária, reduzindo o número de trocas em um período.

- Classificação de marcha: redução da inércia do atuador de engate durante a sincronização de marcha, reduzindo o ruído característico da transmissão nas mudanças.

- Aumento da rotação de marcha-lenta em saídas em aclive: a central eletrônica recebe a informação de inclinação e eleva a rotação de marcha-lenta a até 1.580 rpm, se necessário. Isso ocorre apenas quando o motorista começa a liberar o pedal de freio, nos modelos sem assistente de partida em rampa.

- Calibração da reserva de torque durante a troca de marchas: no caso de mudança para cima, há uma pequena elevação de rotação antes do engate da próxima marcha, o que aumenta o conforto e evita o “tranco” conhecido dos automatizados.

Em maio de 2017, a Fiat apresenta o modelo Fiat Argo equipado com motor 1.3 e câmbio automatizado GSR e em 2018 o modelo Fiat Cronos, versão sedã do Fiat Argo, também equipado com motor 1.3 e câmbio automatizado GSR. Mobi e Uno também receberam o câmbio GSR.